# Kanton Montigny-le-Bretonneux
Kanton Montigny-le-Bretonneux (fr. Canton de Montigny-le-Bretonneux) je francouzský kanton v departementu Yvelines v regionu Île-de-France. Skládá se ze dvou obcí.

## Obce kantonu
- Guyancourt
- Montigny-le-Bretonneux